# Titrage calorimétrique isotherme
Pour les articles homonymes, voir ITC.
Un titrage calorimétrique isotherme (en anglais, isothermal titration calorimetry, ITC) est une méthode de titrage par calorimétrie isotherme durant laquelle on mesure la chaleur de réaction d’une solution en fonction du volume du réactif titrant ajouté dans le but de déterminer la concentration d'une espèce chimique dans cette solution. Cette méthode permet aussi de déterminer la variation d’enthalpie (ΔH) et d’entropie (ΔS) de cette réaction.

## Principes généraux
Le titrage calorimétrique isotherme constitue une méthode pour obtenir des données thermodynamiques sur une grande variété de systèmes. Grâce à l'augmentation de la sensibilité des appareillages modernes, il est devenu possible de mesurer des puissances thermiques extrêmement faibles de l'ordre de 0.1 μW (environ la puissance reçue sur une surface de 1 m2 émise par une ampoule électrique de 100 W à 10 km de distance). Grâce à cette grande sensibilité, l'ITC est devenue un outil en biologie, pour l'étude des processus d'association divers (lipides membranaires, protéines, acides nucléiques, assemblages de macromolécules...).

## Application aux mesures cinétiques

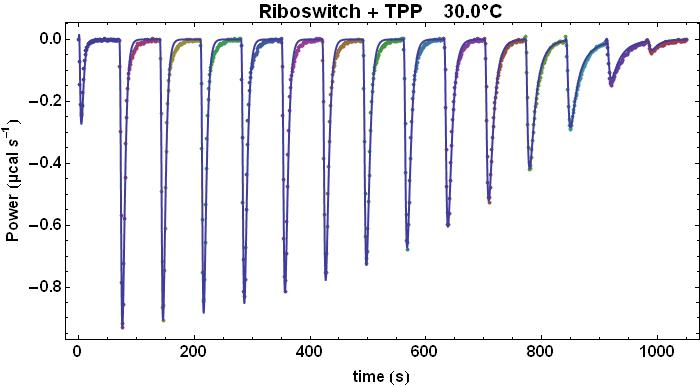
Exemple de fit permettant le calcul des constantes cinétiques

En plus des paramètres thermodynamiques, il est maintenant possible d'analyser les courbes de titrage pour en tirer des informations cinétiques (constantes de vitesse d'association/dissociation). L'information cinétique se trouve en analysant la forme des pics d'injection qui ont tendance à s'évaser dans le cas d'association/dissociation lente.